# Antonio Guido Filipazzi
Antonio Guido Filipazzi (* 8. října 1963 Melzo) je italský římskokatolický duchovní, arcibiskup a diplomat.

## Život
Narodil se 8. října 1963 v Melzu.
Po střední škole vstoupil do kněžského semináře. Teologické vzdělání získal na Papežské teologické fakultě Severní Itálie. Dne 10. října 1987 byl kardinálem Giuseppem Siri vysvěcen na kněze. Dne 1. září 1989 byl inkardinován do diecéze Ventimiglia-San Remo a stejný rok obdržel licenciát z kanonického práva. Stal se farním vikářem katedrály ve Ventimiglii a přednášejícím kanonického práva v semináři Pia XI. v Bordigheře.
Roku 1990 odešel do Říma, kde o dva roky později získal na Papežské univerzitě Svatého Kříže doktorát z kanonického práva. Absolvoval také Papežskou církevní akademii. Vstoupil do diplomatických služeb Svatého stolce. Působil jako sekretář na apoštolských nunciaturách na Srí Lance, v Rakousku a Německu. Od roku 2003 sloužil v sekci Státního sekretariátu pro vztahy se státy.
Dne 8. ledna 2011 jej papež Benedikt XVI. jmenoval apoštolským nunciem a titulárním arcibiskupem ze Sutri. Biskupské svěcení přijal 5. února z rukou papeže a spolusvětiteli byli kardinál Angelo Sodano a kardinál Tarcisio Bertone. Dne 23. března mu byl svěřen úřad nuncia v Indonésii.
Dne 26. dubna 2017 ho papež František přesunul na nunciaturu v Nigérii a 24. října mu přidal funkci stálého pozorovatele při Hospodářském společenství západoafrických států. Tyto funkce vykonával do 8. srpna 2023, kdy se stal nunciem v Polsku.